# Samuel Marolois

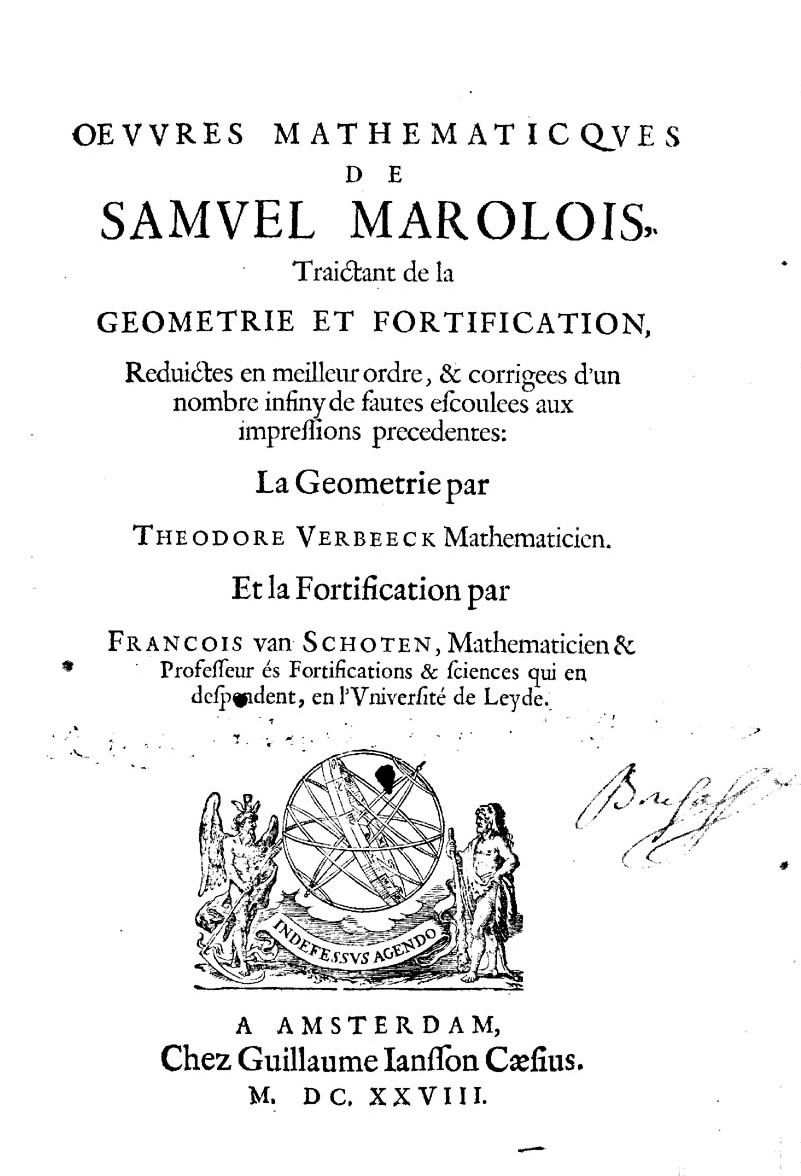
Opera mathematica, 1633

Samuel Marolois, o Marollois, Maroloys, Marlois (Repubblica delle Sette Province Unite, 1572 – L'Aia, 1627), è stato un matematico, ingegnere militare olandese. Le sue opere sono fra le prime a usare l'abbreviazione Sin E per indicare il seno di un angolo.

## Biografia

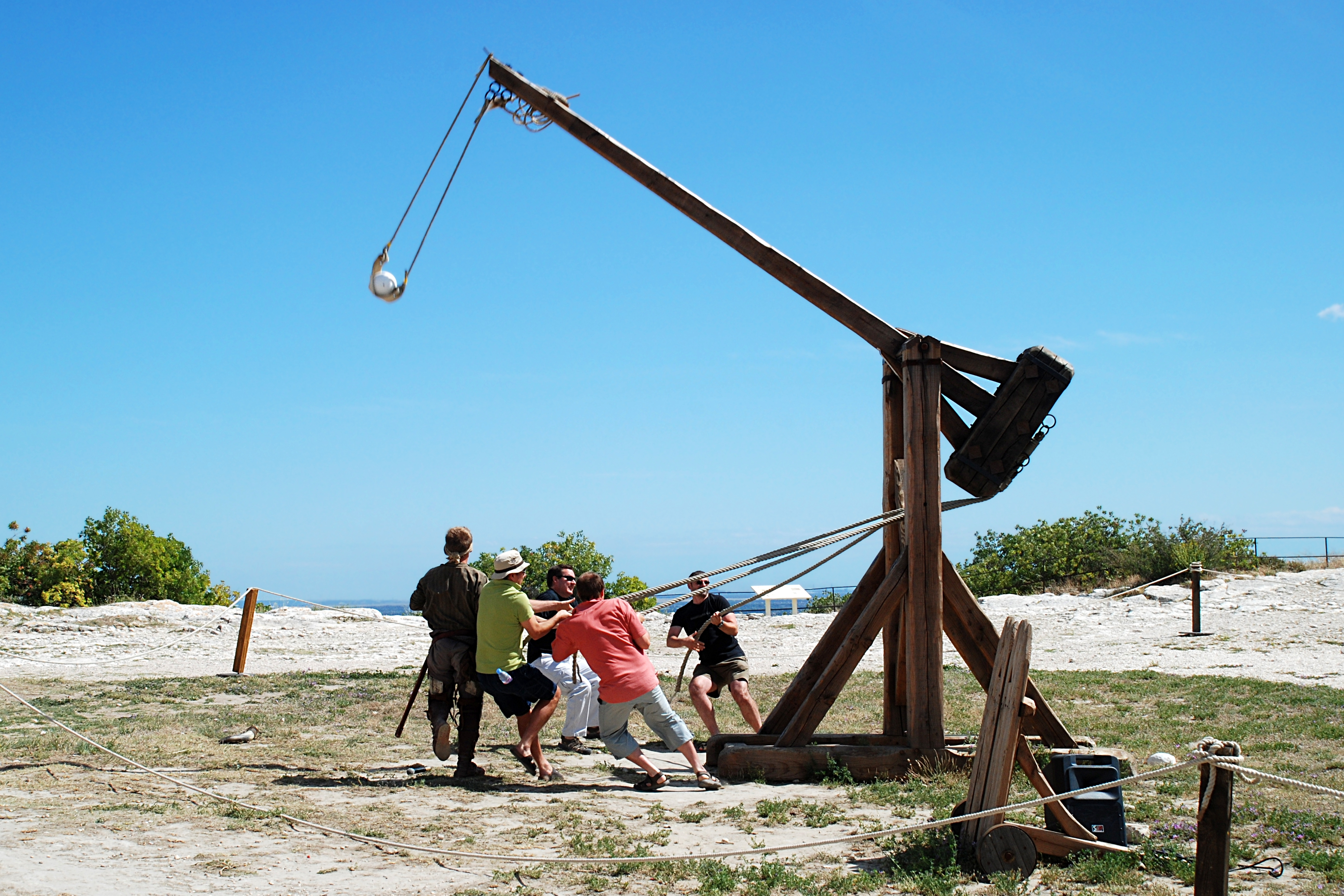
Manganella del castello di Baux

La sua famiglia è originaria di Marle, piccola città della grande Laonnois. Contemporaneo di Antoine de Ville, ripubblicò le opere di Hans Vredeman de Vries dopo la sua morte. Fortificò Coevorden (Drenthe) con un ettagono e fu quindi considerato il fondatore della fortificazione olandese fausse braye (termine usato da Rabelais nel 1546).
Fu tra i primi a scrivere opere di poliorcetica, onore che condivise con Jean Errard di Bar-le-Duc e Simon Stevin di Bruges. Molto celebre in Olanda alla fine del XVI e all'inizio del XVII secolo, la sua concezione di architettura militare fu superata dai progressi dell'artiglieria e fu aggiornata da Menno van Coehoorn (1641–1704).

## Opere
- (FR) Samuel Marolois, Opera mathematica ou Oeuvres mathématicques traictans de géometrie, perspective, architecture, et fortification. 2, Fortification ou Architecture militaire, Willem Jansz Blaeu, 1628.
- (FR) Samuel Marolois, Opera mathematica ou Oeuvres mathématicques traictans de géometrie, perspective, architecture, et fortification. 1, Geometrie, Willem Jansz Blaeu, 1628.